# 内藤武敏
内藤 武敏（ないとう たけとし、1926年〈大正15年〉6月16日 - 2012年〈平成24年〉8月21日）は、日本の俳優、ナレーター。本名は同じ。
福岡県小倉市出身。旧制常磐中学校、日本大学予科卒業。劇団民藝、其田事務所を経て、さいど事務所に所属していた。
血液型はAB型。身長165cm、体重60kg。

## 来歴・人物
映画制作を志し、俳優養成所へ入所。当初は演出家希望だったが、指導者の勧めで演劇コースへ進む。
1950年、宇野重吉・加藤嘉・北林谷栄・鈴木瑞穂らと共に劇団民藝の創立に参画するも、1970年に退団。
1952年に公開された吉村公三郎監督の『暴力』でスクリーンデビュー。
大河ドラマへ多数出演したほか、山口百恵主演の赤いシリーズでは3作品でナレーションを担当していた。
武田泰淳『ひかりごけ』（1954年刊）を、壮年期に読み映画化を長年切望し、友人である三國連太郎が主演を快諾し、親交の深い熊井啓を監督に、1992年に公開を実現させた。同作品はベルリン国際映画祭に正式出品されるなど、高い評価を受けた。
ロバートの馬場裕之は縁戚にあたる。
2012年8月21日午前10時10分、悪性リンパ腫により神奈川県横浜市の病院で死去。86歳没。

## 出演

### 映画
- 女ひとり大地を行く（1953年、北星）
- 黒い潮（1954年、日活）
- 姉妹(1955年、独立映画)
- ビルマの竪琴（1956年、日活）
- 真昼の暗黒（1956年、独立映画）
- 女優（1956年、近代映画協会）
- 影なき声（1958年、日活）
- 祈るひと（1959年、日活）
- 第五福竜丸（1959年、大映）
- 人間の條件 3, 4, 5, 6（1961年、松竹）
- 銀座の恋の物語（1962年、日活）
- いつでも夢を（1963年、日活）
- 若い東京の屋根の下（1963年、日活）
- 愛と死をみつめて（1964年、日活）
- 帝銀事件 死刑囚（1964年、日活）
- 若草物語（1964年、日活）
- 霧の旗（1965年、松竹）
- ぜったい多数（1965年、松竹）
- 青春前期 青い果実（1965年,日活） - 中瀬安芸男 役
- 若親分喧嘩状（1966年、大映）
- 大殺陣 雄呂血（1966年、大映）
- 泥棒番付 (1966年)
- 新書・忍びの者（1966年、大映）
- 君が青春のとき（1967年、日活）
- 智恵子抄（1967年、松竹）
- 雌が雄を喰い殺す かまきり (1967年、松竹)
- 黒部の太陽（1968年、日活）
- 怪談雪女郎（1968年、大映京都）
- 鉄砲伝来記（1968年、大映京都）
- 続やくざ坊主（1968年、大映京都)
- 女賭博師鉄火場破り（1968年、大映）
- 陸軍中野学校 開戦前夜 (1968年、大映)
- 前科 仮釈放（1969年、日活）
- 栄光への5000キロ（1969年、石原プロ・松竹）
- 忍びの衆（1970年、大映）
- 君は海を見たか（1971年、大映）
- 暁の挑戦 (1971年、新国劇、フジテレビ)
- 子連れ狼 子を貸し腕貸しつかまつる（1972年、東宝）
- 海軍特別年少兵（1972年、東宝）
- 賞金首 一瞬八人斬り（1972年、東映）
- 戒厳令（1973年、ATG）
- ノストラダムスの大予言（1974年、東宝） - 官房長官[5][3]
- 狼よ落日を斬れ（1974年、松竹）
- 砂の器（1974年、松竹）
- 金環蝕（1975年、東宝）
- 獄門島（1977年、東宝）
- サード（1978年、ATG）
- 日本の黒幕（1979年、東映）
- 皇帝のいない八月（1978年、松竹）
- 日本フィルハーモニー物語 炎の第五楽章（1981年）
- 海燕ジョーの奇跡（1981年、松竹富士）
- 南十字星（1982年、東宝）
- 疑惑（1982年、松竹）- 矢沢裁判長
- 陽暉楼（1983年、東映）- 和久田達吉
- 瀬戸内少年野球団（1984年、日本ヘラルド映画）
- ゴジラ（1984年、東宝） - 武上弘隆[6][3]
- 花いちもんめ（1985年、東映）
- 旅路 村でいちばんの首吊りの木（1986年、東宝）
- スケバン刑事（1987年、東映）
- ちょうちん（1987年、東映）
- 名門!多古西応援団（1987年、東映）
- 竜馬を斬った男（1987年、松竹富士）
- 千利休 本覺坊遺文（1989年、東宝）
- 釣りバカ日誌2（1989年、松竹）
- ひかりごけ（1992年、ヘラルド・エース）
- 月光の夏（1993年、ヘラルド・エース）
- ひみつの花園（1997年、東宝）
- 絆 -きずな-（1998年、東宝）
- SF サムライ・フィクション（1998年、シネカノン）
- 蘇える金狼（1998年、GAGA）
- 金融腐蝕列島（1999年、東映）
- ワンダフルライフ（1999年、テレビマンユニオン）
- 郡上一揆（2000年、映画「郡上一揆」製作委員会）
- 五条霊戦記 GOJOE（2000年、東宝）
- シベリア超特急3（2003年、IMAGICA）
- 新・影の軍団（2003年、シネマパラダイス） - 天海

### テレビ作品
- 名作劇場 / 顔（1958年、NTV）
- 私は貝になりたい（1958年、KRT） - 大西三郎
- 近鉄金曜劇場（TBS系列）
  - 善魔（1962年、ABC）
  - 目撃者（1964年、RKB） - 演出家
- 大河ドラマ（NHK総合）
  - 赤穂浪士（1964年） - 清水一学
  - 源義経（1966年） - 常陸坊海尊
  - 三姉妹（1967年） - 勝安房守
  - 天と地と（1969年） - 本条慶秀
  - 春の坂道（1971年） - 柳生巌勝
  - 元禄太平記（1975年） - 土屋主税
  - 黄金の日日（1978年） - 明智光秀
  - 獅子の時代（1980年） - 山下虎雄
  - おんな太閤記（1981年） - 千宗易
  - 徳川家康（1983年） - 本多正信
  - 山河燃ゆ（1984年） - 松井竹虎
  - いのち（1986年） - 水田教授
  - 武田信玄（1988年） - 岐秀和尚
  - 花の乱（1994年） - 一条兼良
  - 葵 徳川三代（2000年） - 石田正継
- 石狩平野（1968年、CX）
- 君は海を見たか（1970年、NTV） - 坂上部長
- おらんだ左近事件帖（1971年 - 1972年、CX / 東宝） - 素走りの左平次
- ポーラテレビ小説 / ひまわりの道（1971年 - 1972年、TBS）
- すし屋のケンちゃん（1971年 - 1972年、TBS/ 国際放映） - 安川大吉
- おれは男だ! 第40話「叱っておくれよ先生よ!」（1972年、NTV / 松竹）
- 大いなる旅路 (テレビドラマ)（1972年、NTV / バリアンツ） - 大隈重信
- 決めろ!フィニッシュ（1972年、TBS / 東宝）
- 荒野の素浪人 第1シリーズ 第28話「怒涛 若狭峠の黒い罠」（1972年、NET / 三船プロ） - 浦辺朴庵
- 眠狂四郎 第8話「聖母は炎に消えた」（1972年、KTV / 東映）
- おこれ!男だ（1973年、NTV / 松竹） - 吉田塾長
- 追跡 第5話「天使の裁き」（1973年、KTV / C.A.L）
- 唖侍鬼一法眼 第12話「獄門峠の菊の花」（1973年、NTV / 勝プロ） - 鮫島軍十郎
- 高校教師（1974年、12ch / 東宝） - 大川刑事
- ザ・ボディガード 第1話「夕焼けの暗殺者」（1974年、NET / 東映） - 土本
- 白い牙 第16話「虚栄の女」（1974年、NTV / 大映テレビ） - 田所和彦
- 破れ傘刀舟悪人狩り（NET / 三船プロ）
  - 第1話「闇に光る眼」（1974年） - 上総屋喜八
  - 第100話「夜歩き美女」（1976年） - 大和屋惣兵衛
- 太陽にほえろ! （NTV / 東宝）
  - 第127話「非情な斗い」（1974年） - 岸本正彦 ※欠番作品[7]
  - 第288話「射殺」（1978年） - 関本
  - 第538話「七曲署・1983」（1983年） - 田島検事
  - 第651話「号泣」（1985年） - 小池道明（田島正三）
- 銀河テレビ小説（NHK総合）
  - 霧の視界（1975年） - 田所敬吉
  - オリンポスの果実（1977年） - 検事
- 東芝日曜劇場（TBS）
  - 冬の時刻表（1975年3月9日） - 長田享介
  - 婚約者（1975年）
  - 母上様・赤澤良雄（1976年6月20日） - 赤澤良雄
  - おっきいちゃん（1981年）
- 放浪家族（1975年、MBS / テレパック） - 河内悠三
- 俺たちの勲章 第3話「愛が哀しい」（1975年、NTV / 東宝） - 熊谷虎男
- 剣と風と子守唄 第15話「母恋い馬子唄」（1975年、NTV / 三船プロ） - 津山甚内
- 土曜ドラマ（NHK総合）
  - 松本清張シリーズ・中央流沙（1975年） - 倉橋課長補佐
  - 松本清張シリーズ・最後の自画像（1977年） - 呼野刑事
  - 松本清張シリーズ・虚飾の花園（1978年） - 赤塚刑事
- 水戸黄門（TBS / C.A.L） ※外伝を含め通算17回ゲスト出演
  - 第7部 第12話「忘れてしまった仇討ち -大館-」（1976年8月9日） - 五十嵐篤馬
  - 第8部 第20話「虚無僧の密書 -洲本-」（1977年11月28日） - 儀右衛門
  - 第9部 第26話「代官を救った文庫 -佐野-」（1979年1月29日） - 松村彦兵衛
  - 第13部 第5話「ドジな息子の泥棒修業 -清水-」（1982年11月15日） - 豊蔵
  - 第15部 第7話「無法を砕く大草原の血闘 -阿蘇-」（1985年3月11日） - 信兵ヱ
  - 第16部（1986年）
    - 第14話「銃が知ってた血染めの罠 -彦根-」 - 弥兵衛
    - 第33話「夢を紡いだ紙の布 -白石-」 - 刈田屋

  - 第17部 第10話「泣き笑い献上仏壇 -尾張-」（1987年11月2日） - 大須屋
  - 第18部
    - 第10話「仇討ち木曽節仁義 -木曽福島-」（1988年11月14日） - 喜作
    - 第31話「邪剣砕いた献上刀 -鎌倉-」（1989年4月17日） - 岡崎正信

  - 第20部（1991年）
    - 第17話「秘伝盗みの弟子修行 -唐津-」 - 弥兵衛
    - 第31話「娘と名乗れぬ女掏摸 -宮津-」 - 森田屋清兵衛

  - 第22部 第9話「天狗に狙われた娘 -新宮-」（1993年7月12日） - 紀州屋
  - 第23部 第18話「闇夜に咲いた女義賊 -米子-」（1994年12月5日） - 千歳屋
  - かげろう忍法帖 第2話「鬼蜘蛛の恐怖 -上田-」（1995年5月29日） - 鈴木将監
  - 第25部 第18話「命を賭けた唐津焼 -唐津-」（1997年4月28日） - 大島左衛門
  - 第28部 第6話「父子で描く名人芸 -掛川-」（2000年4月17日） - 狩野満伸
- NHK特集 / 明治の群像 海に火輪を（1976年、NHK総合） - 山県有朋
- 隠し目付参上 第15話「長崎出島 泣くは異人か混血娘か」（1976年、MBS / 三船プロ） - 鳴海屋藤兵衛
- 夫婦旅日記 さらば浪人 第15話「三十五万石をかけた恋」（1976年、CX / 勝プロ）
- 大江戸捜査網（12ch→TX / 三船プロ→G・カンパニー）
  - 第268話「撃滅! 江戸の黒い霧」（1976年） - 久保寺龍之介
  - 第319話「罪なき父娘の絶唱」（1977年） - 弥八
  - 第450話「おんな牢 地獄からの脱出」（1980年） - 大黒屋市兵衛
  - 第471話「天下を狙う闇将軍」（1980年） - 幻の半兵衛（備州屋徳右衛門）
  - 平成版 第1シリーズ 第2話「賽の目に泣く父娘の絆」（1990年） - 唐津屋
- 桃太郎侍（NTV / 東映）
  - 第4話「甘くて苦い恋弁当」（1976年） - 金華堂藤兵ヱ
  - 第30話「瑪瑙に命を賭けたやつ」（1977年） - 嶋屋矢右ヱ門
  - 第237話「べらんめえ箱入り娘」（1981年） - 美濃屋利兵衛
- いろはの"い" 第12話「そむく娘たち」（1976年、NTV / 東宝） - 吉岡俊之教授
- 新・二人の事件簿 暁に駆ける! 第22話「(秘)を燃やせ!」（1977年、ABC / 大映テレビ）
- Gメン'75（TBS / 東映）
  - 第99話「安楽死」（1977年） - 村上徹也検事
  - 第349話「カムバック・サーモン殺人事件」（1982年） - 寺岡（元捜査一課長）
- 横溝正史シリーズ / 本陣殺人事件（1977年、MBS / 映像京都） - 久保銀造
- 赤い激流（1977年、TBS / 大映テレビ）- ナレーション
- 気まぐれ本格派 第7話「花嫁のたたりジャー」（1977年、NTV / ユニオン映画）
- 新・座頭市 第2シリーズ 第9話「まわり燈籠」（1978年、CX / 勝プロ） - 美濃の儀介
- 大岡越前（TBS / C.A.L）
  - 第5部 第22話「父娘の絆」（1978年7月3日） - 仁助
  - 第8部 第16話「抜け荷暴いた娘掏摸」（1984年11月5日） - 仁兵衛
  - 第9部 第17話「謎の女賊は恩人の娘」（1986年2月17日） - 霞の文吉
  - 第15部 第26話「帰って来た友情」（1999年3月15日） - 今井了仙
- ゴールデンドラマシリーズ / 球形の荒野（1978年、CX） - 村尾芳生
- 土曜ワイド劇場 （ANB）
  - 三毛猫ホームズシリーズ（1979年 - 1984年） - 野島捜査一課長
  - 探偵・神津恭介の殺人推理 第3作「魔笛に魅せられた女」（1985年） - 田中五郎
  - 整形復顔 女流デザイナー殺人事件（1986年） - 高見沢茂
  - 京都殺人案内 第13作「現代忠臣蔵事件」（1987年） - 上条慎一郎
  - 萩・殺人迷路（1988年） - 大杉源之助
  - 考古学者シリーズ 第8作「人妻殺し」（1989年） - 松村エイスケ
  - 西村京太郎トラベルミステリー「アルプス誘拐ルート」(1989年4月1日） - 小島徳一郎
  - 家政婦は見た! 第8作「銀座-京都 虚飾と欲望に燃える美しい母娘の艶やかな秘密」（1990年）
  - 金田一耕助シリーズ 夜歩く女（1990年）
  - 新・赤かぶ検事奮戦記 第11作（2000年） - 寺沢右近
  - 和菓子連続殺人事件（2008年2月23日）
  - 花嫁のさけび（2008年4月5日）
- こんどはどうなってるの!?（1978年 - 1979年、KTV）※途中降板、後任は下元勉
- 不毛地帯（1979年、MBS） - 竹中莞爾
- 平岩弓枝ドラマシリーズ（CX）
  - 午後の恋人（1979年）
  - 女たちの家（1980年）
  - 花の影（1982年）
- 長七郎天下ご免! 第4話「変身! 炎の京人形」（1979年、ANB / 東映） - 山下十兵衛
- グランド劇場 / ちょっとマイウェイ 第7話「男は女のお荷物よ」（1979年、NTV） - 田宮
- 西武ドラマスペシャル / 女が職場を去る日（1979年、CX）
- 鉄道公安官 第29話「目撃者・C57とヤエモン」（1979年、ANB / 東映） - 石橋
- 服部半蔵 影の軍団 第12話「夜の蜘蛛は親でも殺せ」（1980年、KTV / 東映） - 万之助
- 鬼平犯科帳 第1シリーズ 第17話「見張りの糸」（1980年、ANB） - 和泉屋東兵衛
- 非情のライセンス 第3シリーズ 第17話「兇悪のグラビア・警視庁を売るOL」（1980年、ANB / 東映） - 大沼五郎（国会議員）
- 暴れん坊将軍（ANB / 東映）
  - 吉宗評判記 暴れん坊将軍 第132話「駆けろ! 天下の紀州号」（1980年） - 細井平吉
  - 暴れん坊将軍II 第168話「小判を拾った幽霊娘!?」（1986年） - 大口屋三左衛門
- 12時間超ワイドドラマ（TX）
  - それからの武蔵（1981年） - 長岡佐渡
  - 徳川風雲録 御三家の野望（1986年、東映） - 安藤帯刀
  - 赤穂浪士（1999年） - 堀部弥兵衛
- 江戸の用心棒 第20話「闇の夜の襲撃」（1981年、CX / 東宝 / 映像京都） - 大石内蔵助
- うわさの淑女（1981年、MBS）
- 時代劇スペシャル
  - 牢獄の花嫁（1981年、CX / 松竹） - 榊原主計守
  - 道場破り（1982年、CX /松竹）
  - 十六文からす堂 初夜は死の匂い（1983年、CX / 三船プロ） - 松平万之丞
  - 影狩り（1983年、CX / 俳優座映画放送、映像京都）
  - 道場破り（1983年、CX / 松竹）
- 大奥（KTV / 東映）
  - 第21話「赤ちゃん騒動記」（1983年） - 阿部備前守
  - 第44話「天使たちのエロス」（1984年） - 平岡丹波守
- 長七郎江戸日記（NTV / ユニオン映画）
  - 第1シリーズ 第2話「風流献上鷹始末」（1983年） - 高須隼人
  - 第2シリーズ 第62話「十年目の危機」、SP-6「最後の挑戦・さらば長七郎」（1989年） - 酒井雅楽頭忠清
- スチュワーデス物語（1983年11月29日、TBS / 大映テレビ） - 石田正継
- 金曜ファミリーワイド / 松本清張の地の骨（1984年、CX / 大映テレビ） - 上条学部長
- 弐十手物語 第7話「顔のない悪魔」（1984年、CX / 東映）
- スクール☆ウォーズ（1984年 - 1985年、TBS / 大映テレビ） - 名村謙三
- 連続テレビ小説（NHK総合）
  - 澪つくし（1985年） - 名取庄右衛門
  - さくら（2002年）
- 特捜最前線（ANB / 東映）
  - 第403話「死体番号6001のミステリー!」（1985年） - 広田（田中一郎）
  - 第475話「単身赴任誘拐事件!」（1986年） - 北島正雄
- 月曜ワイド劇場「今、いじめが爆発する!」（1985年、テレビ朝日）
- 赤い秘密（1985年、TBS / 東映） - 医師
- 裸の大将 第17作「やって来ました!裸の大将 清のメルヘン旅芝居」（1985年、KTV / 東阪企画）
- 遠山の金さんシリーズ（ANB / 東映）
  - 遠山の金さんII 第20話「美人園遊会!」（1986年） - 中野石翁
  - 名奉行 遠山の金さん 第1シリーズ 第4話「標的は純情くノ一」（1988年） - 真田幸貫
- 中部日本放送創立35周年記念番組 元禄サラリーマン考〜朝日文左衛門の日記（1986年3月9日、CBC） - 朝日定右衛門
- ジャングル 第7話「傷害致死事件」（1987年、CX / 東宝） - 吉岡
- 必殺仕事人V・風雲竜虎編 第18話「身代わり大名悪人討ち!」（1987年、ABC / 松竹） - 佐竹助佐衛門
- 3年B組金八先生 第3シリーズ（1988年、TBS） - 杉山泰三校長
- 銭形平次 第6話「三軒茶屋殺人事件」（1987年、NTV / ユニオン映画） - 周助
- 火曜サスペンス劇場（NTV）
  - 非行少年「男と女の皮肉な再会!16年前の過去が少年を殺す」（1985年） - 滝口捜査課長[8]
  - 悪夢の花嫁（1987年）
  - 浅見光彦ミステリー 第6作「唐津佐用姫伝説殺人事件」（1989年、近代映画協会） - 佐橋登陽
  - フルムーン旅情ミステリー 第1作「湯布院殺人事件」（1989年、プロジェクトエー） - 宇田川信之
  - 小京都ミステリー 第2作「飛騨高山連続殺人事件」（1990年） - 堂本一郎
  - 99%の誘拐（1992年）
  - 地方記者・立花陽介 第6作「鎌倉湘南通信局」（1995年） - 谷口健二
  - 女検事 霞夕子 第13作「幻想家族」（1998年） - 城崎克臣
  - 死刑囚の妹（2000年） - 木下弁護士
- 新春時代劇スペシャル / 新吾十番勝負 江戸城(秘)大奥の陰謀!（1990年、ANB / 東映） - 安藤対馬守
- さすらい刑事旅情編（ANB / 東映）
  - さすらい刑事旅情編 第14話「特急さざなみ21号・女刑事にあてた遺書」（1989年）
  - さすらい刑事旅情編III 第20話「幻の汽笛! 誘拐された大臣の娘」（1991年）
- 年末時代劇スペシャル / 源義経（1991年、NTV） - 平清盛
- 金曜ドラマシアター / 松本清張作家活動40周年記念企画・波の塔 （1991年、CX / 共同テレビ） - 田沢隆義
- 金曜時代劇→時代劇ロマン（NHK総合）
  - 清左衛門残日録（1993年） - 成瀬喜兵衛
  - 柳橋慕情（2000年） - 源六
- 姫将軍大あばれ 第1話「天秀尼物語」（1995年、TX / 日光江戸村） - 徳川家康
- ひらり又四郎危機一髪！（1995年、NTV / ユニオン映画） - 乙部茂右衛門
- 鬼平犯科帳 第6シリーズ 第5話「墨斗の孫八」（1995年、CX / 松竹） - 墨斗の孫八
- 銭形平次 第6シリーズ 第4話「血文字の謎」（1997年、CX） - 真砂屋庄兵衛
- 愛の劇場 / 天までとどけ パート7（1998年、TBS） - 片山大和
- 剣客商売 第2シリーズ 第9話「隠れ簑」（2000年、CX / 松竹） - 老僧
- 女と愛とミステリー / 篝警部補の事件簿 第2作「八丈・金沢殺人水脈」（2004年、TX） - 伊吹哲馬

### ナレーション
- 映画
  - 妖怪百物語（1968年、大映）
  - あゝひめゆりの塔（1968年、日活）
  - 人間革命（1973年、東宝）
  - 地上最強のカラテ（1976年、三協映画）
  - 地上最強のカラテPART2（1976年、三協映画）
  - 二百三高地（1980年、東映）
- テレビ作品
  - おしどり右京捕物車（1974年、ABC） ※オープニングの語り（口上）を担当
  - 日本沈没（1974年 - 1975年、TBS）
  - 赤い疑惑（1975年 - 1976年、TBS）
  - 子連れ狼 第3部（1976年、NTV）
  - 赤い激流（1977年）
  - 赤い激突（1978年）
  - 柳生一族の陰謀（1978年 - 1979年、KTV / CX）- 第1 - 19, 22話
  - 長七郎江戸日記 第1シリーズ 第1話「風流双面草紙」 - 第34話「佐渡に輝く星一つ」（1983年、NTV） [注釈 2]
  - 風雲江戸城 怒涛の将軍徳川家光（1987年、TX）

### 吹き替え
- ER緊急救命室 - ミッチェル・ジェニングス〈ウィリアム・シャラート〉
- グリーンマイル - 老人のポール・エッジコム〈ダブス・グリア〉※フジテレビ版
- 刑事コロンボ 死者のメッセージ - マーチン・ハモンド〈G・D・スプラドリン〉
- さすらいの航海 - シュレーダー船長〈マックス・フォン・シドー〉※テレビ朝日版
- シャーロック・ホームズの冒険 - ボヘミア国王
- 地獄に堕ちた勇者ども - フリードリヒ・ブリンクマン〈ダーク・ボガード〉
- ラ・スクムーン - ザビエ（ミシェル・コンスタンタン）

### 歴史番組
- 神の手を持つ絵師 若冲（2001年、NHKBS2）- 売茶翁
- あの日 昭和20年の記憶（2005年、NHKBS2）
- 歴史を彩った恋路・悪路（エグザクト制作、ヒストリーチャンネル）
- 『NHK堂々日本史　日露戦争と下関会議』伊藤博文